# Éric Hassli
Éric Hassli (Sarreguemines, 3 maggio 1981) è un ex calciatore francese, di ruolo attaccante.

## Carriera
Il 12 giugno 2011 ha realizzato quello che è stato definito come il gol più bello della storia della MLS, andando a segno nella partita contro i Seattle Sounders con un tiro al volo.

## Palmarès
- Campionato svizzero: 1

Zurigo: 2008-2009